# Simba-Dickie-Group

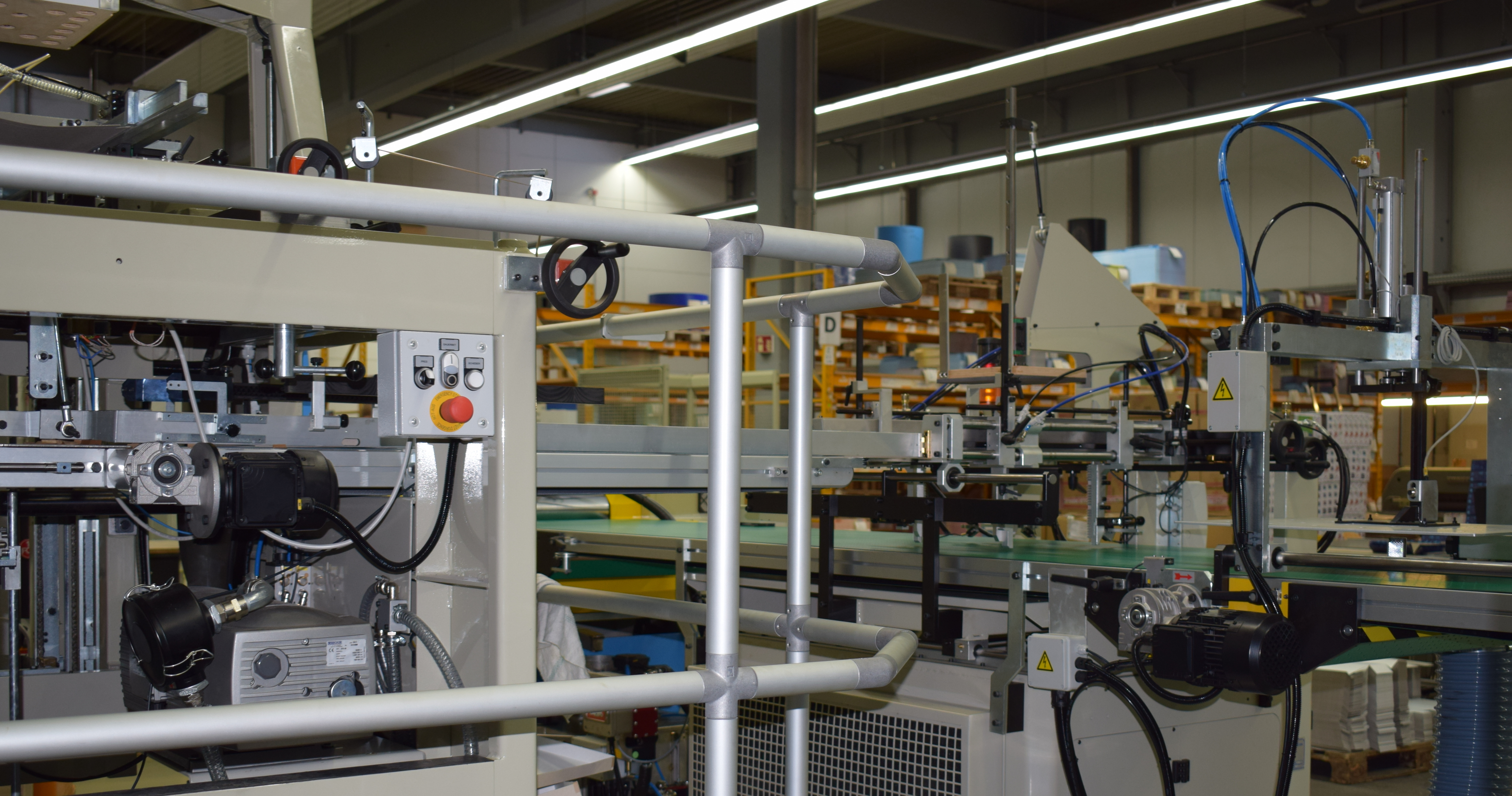
Atelier de fabrication de jeux Noris à Fürth.

Simba Dickie Group est une entreprise allemande fondée en 1982 par Fritz Sieber, père de l'actuel dirigeant, rassemblant de célèbres fabricants et distributeurs de jouets, parmi lesquels Simba, Dickie, BIG, Smoby, Majorette, Märklin, Eichhorn, Noris, Tamiya, Carson, Nicotoy et Schuco. En parts de marché, Simba Dickie est actuellement l'un des quatre gros fabricants de jouets en Allemagne. 

## Acquisitions
- En 1993, Simba rachète Dickie Toys[1]
- En 1998 : Eichhorn
- En 1999 : Schuco
- En 1999 : Noris
- En 2004 : Big
- En 2006 : Nicotoy
- En 2008 : Schipper
- Le groupe est devenu actionnaire majoritaire de Smoby/Berchet en 2008[2].
- En 2010 : Zoch Verlag
- En 2010 Smoby Toys, filiale de Simba Dickie, reprend Solido-Majorette[3].
- En 2010 : Heros
- En 2013 : Märklin